# Laguna de Tansin
La laguna de Tansin es una laguna de agua dulce hondureña en la zona de Mosquitia en el departamento de Gracias a Dios. La laguna de Tansin tiene una superficie de 112 km² y es parte de un gran sistema de lagunas de agua dulce en la región, la más grande siendo la laguna de Caratasca. El río Ibantara o río Mocorón es el río principal de la laguna, proveniente de la zona occidental del departamento.

## Geografía y demografía
La laguna de Tansin está ubicada en Mosquitia, una zona de espesa vegetación de selva y manglares con poca población humana. Según el Instituto Nacional de Estadística de Honduras, en 2017 la zona de la laguna de Tansin tenía una población de 1.053 habitantes, un 51,3% eran mujeres y un 48,7% eran hombres.

## Navegación
La laguna tiene zonas de espadañas que crecen desde el fondo de la laguna hasta la superficie. Áreas de mucho crecimiento de espadañas dificulta la navegación en lancha de motor ya que las plantas se enredan en los motores de las lanchas.
El aeropuerto más cercano es el aeropuerto de Puerto Lempira.